# Consell Estatal de Persones Majors
Consell Estatal de Persones Majors és un òrgan interministerial consultiu creat amb el Reial Decret 117/2005, de 4 de febrer. Està adscrit al Ministeri de Treball i Assumptes Socials d'Espanya.
L'objectiu de l'òrgan és institucionalitzar la col·laboració i participació de la gent gran en la creació de les polítiques socials dirigides a aquest sector en les competències de l'Administració General de l'Estat.